# Ronde van Spanje 1948
De 8e editie van de Ronde van Spanje ging op 13 juni 1948 van start in Madrid, in het midden van Spanje. Na 3990 kilometer en 20 etappes werd op 4 juli ook weer in Madrid gefinisht. De ronde werd gewonnen door de Spanjaard Bernardo Ruiz.

## Eindklassement
Bernardo Ruiz werd winnaar van het eindklassement van de Ronde van Spanje van 1948 met een voorsprong van 9 minuten en 7 seconden op Emilio Rodríguez. In de top tien eindigden negen Spanjaarden. De beste Belg was Jean Lesage met een 12e plek in het eindklassement. Van de 54 deelnemers bereikten er 28 de finish niet.
| Rang | Renner             | Land      | Tijd        |
| ---- | ------------------ | --------- | ----------- |
| 1    | Bernardo Ruiz      | Spanje    | 155u 06'30" |
| 2    | Emilio Rodríguez   | Spanje    | + 9'07"     |
| 3    | Bernardo Capó      | Spanje    | + 20'45"    |
| 4    | Dalmacio Langarica | Spanje    | + 22'19"    |
| 5    | Senén Mesa         | Spanje    | + 24'57"    |
| 6    | Manuel Costa       | Spanje    | + 25'52"    |
| 7    | Manuel Rodríguez   | Spanje    | + 33'25"    |
| 8    | José Pérez         | Spanje    | + 39'37"    |
| 9    | Miguel Gual        | Spanje    | + 43'35"    |
| 10   | Antoine Giauna     | Frankrijk | + 1u07'38"  |

## Verloop
In de achtste editie van de Vuelta a España speelden twee renners een hoofdrol: Bernardo Ruiz en Dalmacio Langarica. Ruiz was de opkomende jongeling en Langarica als winnaar van de ronde van 1946 de favoriet.
Langarica won de zesde etappe, de eerste belangrijke bergrit. Hij sloeg toe op de Carrasqueta en met behulp van de 1 minuut bonificatie heroverde hij de witte trui op Ruiz.
De hitte speelde in deze Vuelta een belangrijke rol. In de tiende rit van Lérida naar Zaragoza liep de temperatuur zo hoog op dat de koerssnelheid extreem omlaag ging en er nauwelijks publiek meer op kwam dagen. De organisatoren moesten vanwege de lage gemiddelde snelheid van 22 km/h en uit vrees voor de veiligheid van de renners de rit inkorten en pas na zeven uur sprintte de Belg Jean Lesage naar de winst.
In de twaalfde etappe, met onder meer de Urkiola-col, viel Dalmacio Langarica aan en pakte op de eerste top 3 minuut 42 op Ruiz. Op de klim van de Barazar werd hij echter door mechanische pech en valpartijen getroffen. Bernardo Ruiz, in het gezelschap van Emilio Rodríguez, passeerde hem en had op de top 1 minuut en 20 seconden voorsprong. Ruiz won de rit en nam de witte trui over.
In de laatste zeven etappes viel Langarica voortdurend aan om de witte trui terug te pakken, maar een zware val in de 17e rit maakte een einde aan zijn aspiraties. Hij verloor 13'38" en viel terug naar de 4e plaats in het algemeen klassement.

## Etappe-overzicht
| Etappe | Van - naar               | Km       | Etappewinnaar                   | Klassementsleider               |
| ------ | ------------------------ | -------- | ------------------------------- | ------------------------------- |
| 1      | Madrid                   | 14 (ITT) | Bernardo Ruiz Julián Berrendero | Bernardo Ruiz Julián Berrendero |
| 2      | Madrid - Valdepeñas      | 198      | Frans Gielen                    | Frans Gielen                    |
| 3      | Valdepeñas - Granada     | 232      | Dalmacio Langarica              | Dalmacio Langarica              |
| 4      | Granada - Murcia         | 285      | Bernardo Ruiz                   | Bernardo Ruiz                   |
| 5      | Murcia - Alicante        | 230      | Roberto Vercellone              | Bernardo Ruiz                   |
| 6      | Alicante - Valencia      | 163      | Dalmacio Langarica              | Dalmacio Langarica              |
| 7      | Valencia - Tortosa       | 201      | José Pérez Llacer               | Dalmacio Langarica              |
| 8      | Tortosa - Barcelona      | 209      | Senén Mesa                      | Dalmacio Langarica              |
| 9      | Barcelona - Lérida       | 203      | Miguel Gual                     | Dalmacio Langarica              |
| 10     | Lérida - Zaragoza        | 144      | Jean Lesage                     | Dalmacio Langarica              |
| 11     | Zaragoza - San Sebastián | 276      | Dalmacio Langarica              | Dalmacio Langarica              |
| 12     | San Sebastián - Bilbao   | 259      | Bernardo Ruiz                   | Bernardo Ruiz                   |
| 13     | Bilbao - Santander       | 212      | Senén Mesa                      | Bernardo Ruiz                   |
| 14     | Santander - Gijón        | 225      | Senén Mesa                      | Bernardo Ruiz                   |
| 15     | Gijón - Ribadeo          | 200      | Jean Lesage                     | Bernardo Ruiz                   |
| 16     | Ribadeo - La Coruña      | 156      | Miguel Gual                     | Bernardo Ruiz                   |
| 17     | La Coruña - Orense       | 156      | Miguel Gual                     | Bernardo Ruiz                   |
| 18     | Orense - León            | 276      | Jean Lesage                     | Bernardo Ruiz                   |
| 19     | León - Segovia           | 269      | Miguel Gual                     | Bernardo Ruiz                   |
| 20     | Segovia - Madrid         | 100      | Víctor Ruiz                     | Bernardo Ruiz                   |